# Cutfather
Mich Hedin Hansen, mais conhecido como Cutfather, é um produtor e compositor dinamarquês. Cutfather ficou conhecido pelo remix de "Return of the Mack", de Mark Morrison, em 1996 e pela música "Superstar", lançada mundialmente por Jamelia, em 2003. Essa canção - que também foi a mais tocada no Reino Unido -, rendeu à Cutfather um prêmio Ivor Novello, além desse, o produtor ainda recebeu duas indicações ao GRAMMY.
Ao lado de Joe Belmaati, Cutfather fundou a "Cutfather & Joe", uma equipe de produção. Mas, atualmente, trabalha com Jonas Jeberg, também produtor. Juntos, escreeram canção para grandes artistas e grupos, como  Pussycat Dolls, Kylie Minogue e Jordian Sparks.